# Pedrosa del Rey (kommunhuvudort)
Pedrosa del Rey är en kommunhuvudort i Spanien.   Den ligger i provinsen Provincia de Valladolid och regionen Kastilien och Leon, i den centrala delen av landet, 180 km nordväst om huvudstaden Madrid. Pedrosa del Rey ligger 719 meter över havet och antalet invånare är 217.
Terrängen runt Pedrosa del Rey är platt, och sluttar söderut. Runt Pedrosa del Rey är det glesbefolkat, med 8 invånare per kvadratkilometer. Närmaste större samhälle är Toro, 16,2 km väster om Pedrosa del Rey. Trakten runt Pedrosa del Rey består till största delen av jordbruksmark.